# Cosmosoma chiriquensis
Cosmosoma chiriquensis är en fjärilsart som beskrevs av Rothschild 1910. Cosmosoma chiriquensis ingår i släktet Cosmosoma och familjen björnspinnare. Inga underarter finns listade i Catalogue of Life.